# 제이브라더스
제이브라더스(영어: J-Brothers)는 대한민국의 블루스 밴드이다.
1940~1950년대의 점프 블루스를 기반으로 좀 더 기본에 충실한 초기 밴드 형태의 블루스 음악을 추구하는 밴드.
결성은 1998년 경으로, 고등학교 동창이자 친구인 정태경과 윤병주가 밴드명을 짓고 데모를 녹음하기도 했으나 '제이브라더스'라는 이름으로 공연을 하고 컴필레이션 앨범에 곡을 수록하는 등의 정식 활동은 2002년부터이다.
이후, 14년만에 활동을 재개, 2016년에 첫 앨범 <No Blues, No Life>를 발표했다.

## 구성원
- 정태경 - 보컬, 기타
- 김규하 - 기타
- 최원식 - 베이스
- 강대희 - 드럼
- 윤병주 - 보컬, 기타 (로다운 30, 노이즈가든 출신)

## 음반

### 정규 앨범
- 1집 <No Blues, No Life> (2016년 2월 26일, 왕코프로덕션)

### 컴필레이션
- Artist (2002년 9월 7일, 드림비트) 수록곡 "화류생활"
- New Attack 2002 (2002년 11월 19일, 락레코드) 수록곡 "아빠의 청춘"

### 뮤직비디오
- 머머거 (2016년) 감독 - 손경호

## 리뷰
- [Single-Out #87-4] 제이브라더스 「호연지기」[1]